# Gobititan shenzhouensis
Gobititan ("Titán z Gobi") je druh titanosaurního sauropodního dinosaura, žijícího v období spodní křídy (věk barrem, asi před 129 až 125 miliony let) na území dnešní severní Číny (provincie Kan-su).

## Objev
Fosilie dinosaura (holotyp s označením IVPP 12579) sestávají ze série 41 ocasních obratlů a nekompletní kostry levé přední končetiny. Tyto zkameněliny byly objeveny v létě roku 1999 ve vrstvách označovaných jako "střední šedá jednotka" geologické skupiny Sin-min-pao v pánvi Kung-pcho-čchüan (Gongpoquan). Typový druh G. shenzouensis byl popsán týmem čínských paleontologů v roce 2003.

## Popis
Oproti vyspělejším titanosaurům měl Gobititan jeden primitivní znak, a to vysoký počet kaudálních (ocasních) obratlů. Zatímco vyspělejší druhy měly tento počet redukován asi na 35 a méně, gobititan měl ocasní páteř složenou z více než 41 obratlů. Jinak však představoval poměrně běžného titanosauriforma, tedy mohutného čtyřnohého býložravce s malou hlavou a dlouhým krkem i ocasem, robustním trupem a sloupovitými končetinami.

## Rozměry
Nezávislý americký badatel Gregory S. Paul odhadl, že délka gobititana dosahovala asi 20 metrů a jeho hmotnost mohla činit zhruba 20 000 kilogramů. Podle Thomase R. Holtze, Jr. jsou však rozměry tohoto ssauropoda nejisté. Jednalo se však každopádně o značně velkého živočicha.

## Systematika
Původně byl G. shenzhouensis označován za bazálního titanosaura příbuzného rodu Tangvayosaurus. Pozdější výzkum však ukázal, že některé primitivní znaky na distální části nohy z něj činí spíše méně vyspělého zástupce skupiny Titanosauriformes (klad Somphospondyli). Jiné odborné práce jej nicméně řadí zpět mezi pravé titanosaury.